# Back That Azz Up
Back That Thang Up è un brano musicale del rapper statunitense Juvenile, che vede la collaborazione di Mannie Fresh e Lil Wayne.

## Classifiche
| Classifiche (1999)   | Posizione di picco |
| -------------------- | ------------------ |
| US Billboard Hot 100 | 19                 |